# ГЕС Ташідінг
ГЕС Ташідінг (англ. Tashiding) – гідроелектростанція, що споруджується на сході Індії у штаті Сіккім. Використовуватиме ресурс із річки Ратонг (Rathong Chu), правої притоки Ранґіту, який в свою чергу є правою притокою Тісти (дренує східну частину Гімалаїв між Непалом та Бутаном впадає праворуч до Брахмапутри). 
В межах проекту річку перекриють водозабірною греблею висотою 25 метрів та довжиною 100 метрів. Вона спрямовуватиме воду у прокладений через правобережний гірський масив дериваційний тунель довжиною 5,7 км та діаметром 5 метрів, з’єднаний на завершальному етапі з балансувальною камерою шахтного типу висотою 73 метри та діаметром 10метрів. Далі ресурс проходитиме через напірний водовід довжиною 515 метрів (в т.ч. 234 метри вертикальної шахти) та діаметром 3,8 метра. 
Основне обладнання станції повинні скласти дві турбіни типу Френсіс потужністю по 48,5 МВт, які при напорі у 213 метрів забезпечуватимуть виробництво 440 млн кВт-год електроенергії на рік.
Відпрацьована вода повертатиметься до річки по відвідному каналу довжиною 78 метрів.
Видача продукції відбуватиметься по ЛЕП, розрахованій на роботу під напругою 220 кВ.
За три кілометри нижче від машинного залу Ратонг впадає у водосховище ГЕС Ранґіт ІІІ.